# Смешанная парная сборная Норвегии по кёрлингу на колясках
Смешанная парная сборная Норвегии по кёрлингу на колясках — смешанная национальная сборная команда (составленная из одного мужчины и одной женщины), представляет Норвегию на международных соревнованиях по кёрлингу на колясках. Управляющей организацией выступает Ассоциация кёрлинга Норвегии (норв. Norges Curlingforbund, англ. Norwegian Curling Association).

## Результаты выступлений

### Чемпионаты мира
| Год  | Место | Игры | Победы | Поражения | Состав (женщина, мужчина, тренер)                             |
| ---- | ----- | ---- | ------ | --------- | ------------------------------------------------------------- |
| 2022 | 3     | 10   | 8      | 2         | Рикке Иверсен, Руне Лорентсен, тренер: Петер Дальман          |
| 2023 | 14    | 9    | 4      | 5         | Рикке Иверсен, Руне Лорентсен, тренер: Elin Ingvaldsen        |
| 2024 | 14    | 6    | 2      | 4         | Рикке Иверсен, Руне Лорентсен, тренер: Elin Ingvaldsen        |
| 2025 | 5     | 7    | 5      | 2         | Миа Ларсен Свеберг, Гейр Арне Скогстад, тренер: Петер Дальман |

(данные отсюда:)